# ميشيل بوتير
ميشيل بوتير (بالإنجليزية: Michelle Potter)‏ هي راقصة أسترالية، ولدت في 18 نوفمبر 1944.